# Disaster Monitoring Constellation
Pour les articles homonymes, voir DMC.

Alsat-1 en orbite.

Disaster Monitoring Constellation (DMC) est une famille de micro-satellites d'observation de la Terre développée par la société anglaise Surrey Satellite Technology Ltd (SSTL) pour le compte de plusieurs pays : Algérie, Nigéria, Turquie, Royaume-Uni, Espagne et Chine.

## Le programme DMC
Le programme DMC imaginé par le constructeur de satellites SSTL consiste à développer une constellation de 5 micro-satellites d'observation de la Terre à coût réduit conçus pour la surveillance et la détection des catastrophes naturelles ou d'origine humaine. Un agrément signé entre les acheteurs de chaque satellite permet à tous les souscripteurs du programme de disposer des images prises par les autres satellites en cas de catastrophe. Le système permet à chaque pays de disposer d'un système permettant un taux de survol fréquent (1 survol par jour). SSTL est parvenu à un accord avec l'Algérie, le Nigéria, la Turquie, Royaume-Uni et la Chine. Le premier satellite a été lancé pour l'Algérie en novembre 2002.

## Caractéristiques techniques
Sept satellites DMC ont été fabriqués :

### Première génération (DMC 1)
Le satellite, d'une masse comprise entre 98  et   110 kg utilise une plateforme MicroSat-100 a la forme d'un cube de 60 cm × 60 cm × 60 cm. Les panneaux solaires sont placés sur le corps du satellite. Le contrôle d'attitude est réalisé à l'aide de deux senseurs solaires, deux magnétomètres fluxgate pour déterminer la position ainsi que trois magnéto-coupleurs, des roues de réaction, un mat pour le contrôle par gradient de gravité et un système de propulseur à gaz froid pour effectuer les corrections. Le satellite dispose par ailleurs d'une propulsion électrique de type résistojet. La durée de vie est de 5 ans. La caméra embarquée permet une fauchée de 600 km de large avec un pouvoir de résolution de 32 mètres (sauf Beiljing-1 4 mètres) sur 3 bandes spectrales. Le satellite est placé sur une orbite héliosynchrone à une altitude de 686 km avec un passage au nœud descendant à 10h30.
- Alsat-1 (Algérie), lancé en novembre 2002 a achevé sa mission en août 2010[2].
- BilSAT (Turquie), lancé en septembre 2003 a achevé sa mission en août 2006 à la suite de la défaillance de ses batteries[3]
- NigeriaSat-1 (Nigéria), lancé en septembre 2003.
- UK-DMC (Royaume-Uni), lancé en septembre 2003.
- Beijing-1 (Chine), lancé en octobre 2005.

### Seconde Génération (DMC 2)
La deuxième génération DMC-2 dont le premier exemplaire a été lancé en 2009 a une résolution portée à 22 mètres.
- UK-DMC 2 (Royaume-Uni)[4] lancé en juillet 2009.
- Deimos-1 (Satellite commercial espagnol[5]) lancé en juillet 2009.
- NigeriaSat-2 lancé en 17 août 2011.
- Alsat-1B : lancé le 26 septembre 2016